# Strasser (pigeon)
Le strasser est une race de pigeon domestique développée après des années de sélection en Moravie. C'est l'une des races de pigeon d'élevage parmi les plus connues de la catégorie des pigeons de forme.

## Histoire
Le strasser est issu de croisements avec le boulant, le pigeon poule florentin et une forme ancienne de pigeon dit des champs, directement issue du pigeon biset. La sélection s'effectue en Moravie (Empire d'Autriche) dans les années 1850.

## Description
Le strasser est un gros pigeon massif et large, au port droit. Son bec est droit, moyennement long et fort, noir à noir bleuâtre. Ses yeux sont de couleur orange à rouge. Son cou est puissant et sa poitrine large. Les coloris de son plumage (tête, ailes, queue) sont variés : bleu non barré; bleu barré noir ; noir ; rouge ; fauve ; rouge cendré et fauve cendré barré ou non ; bleu cendré barré sombre ou non barré ; taché bleu cendré ; bleu cendré taché foncé ; les mêmes coloris en rouge cendré et en fauve cendré, ainsi qu'en bleu ; doublé en noir, rouge, fauve ; blanc panaché de bleu et bleu clair ; barré blanc en bleu, bleu clair, noir, rouge et fauve. Le reste du corps est blanc.

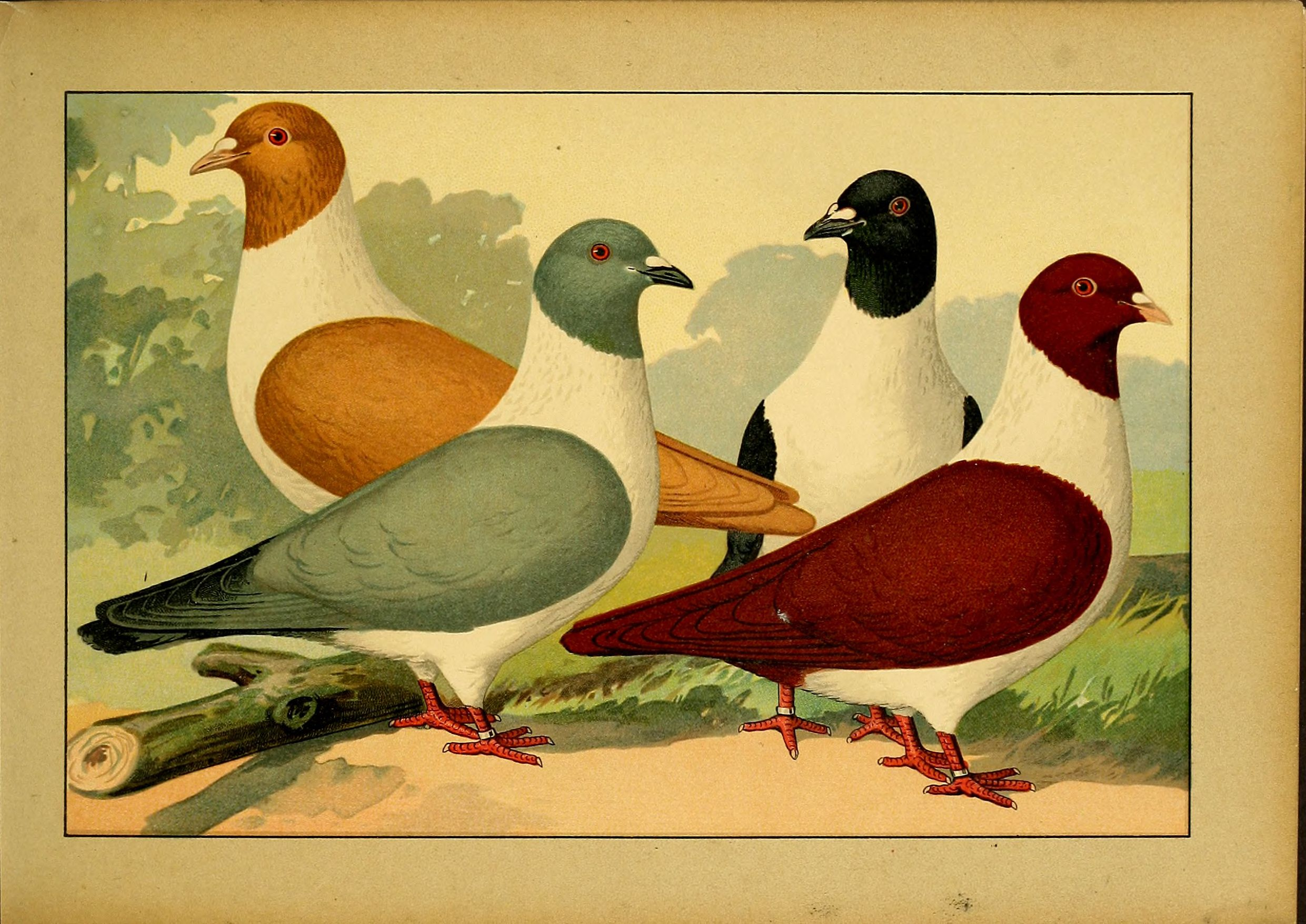
Illustration de 1906

## Galerie de photos

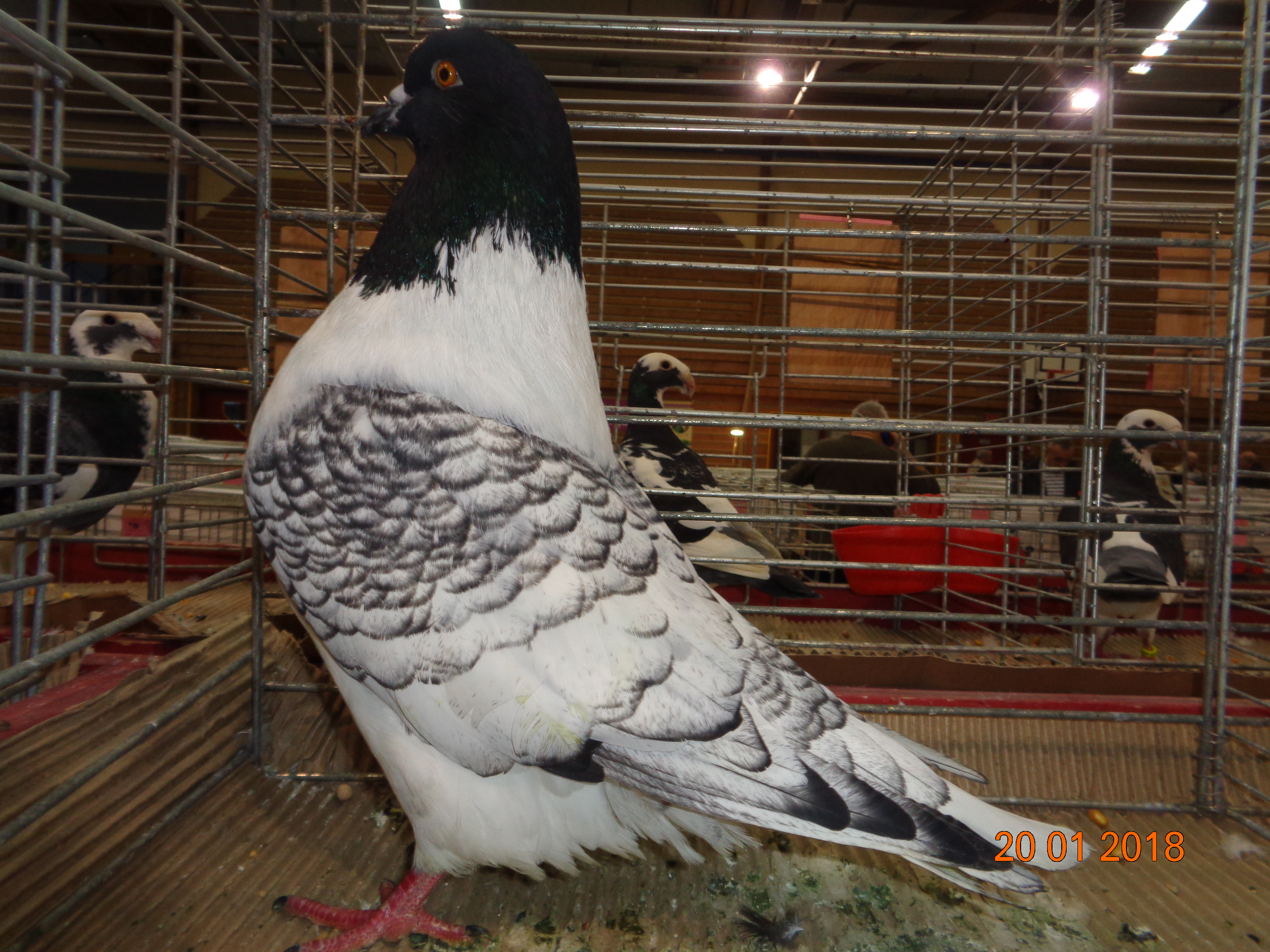
Strasser noir liseré
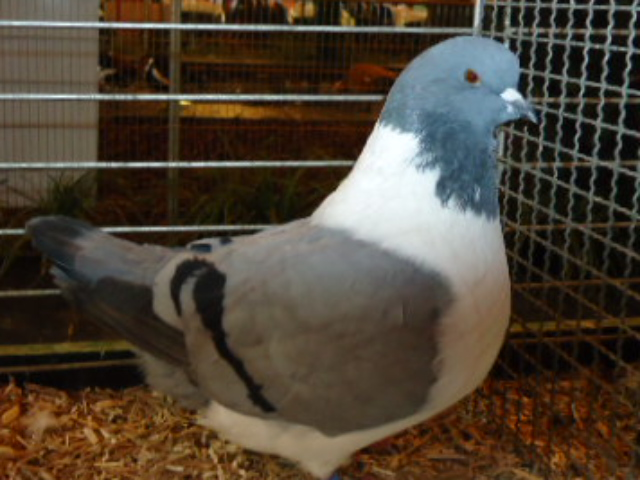
Strasser bleu barré
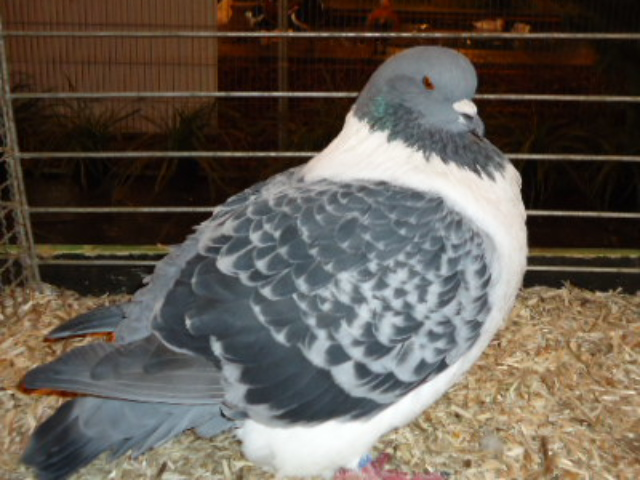
Strasser bleu écaillé
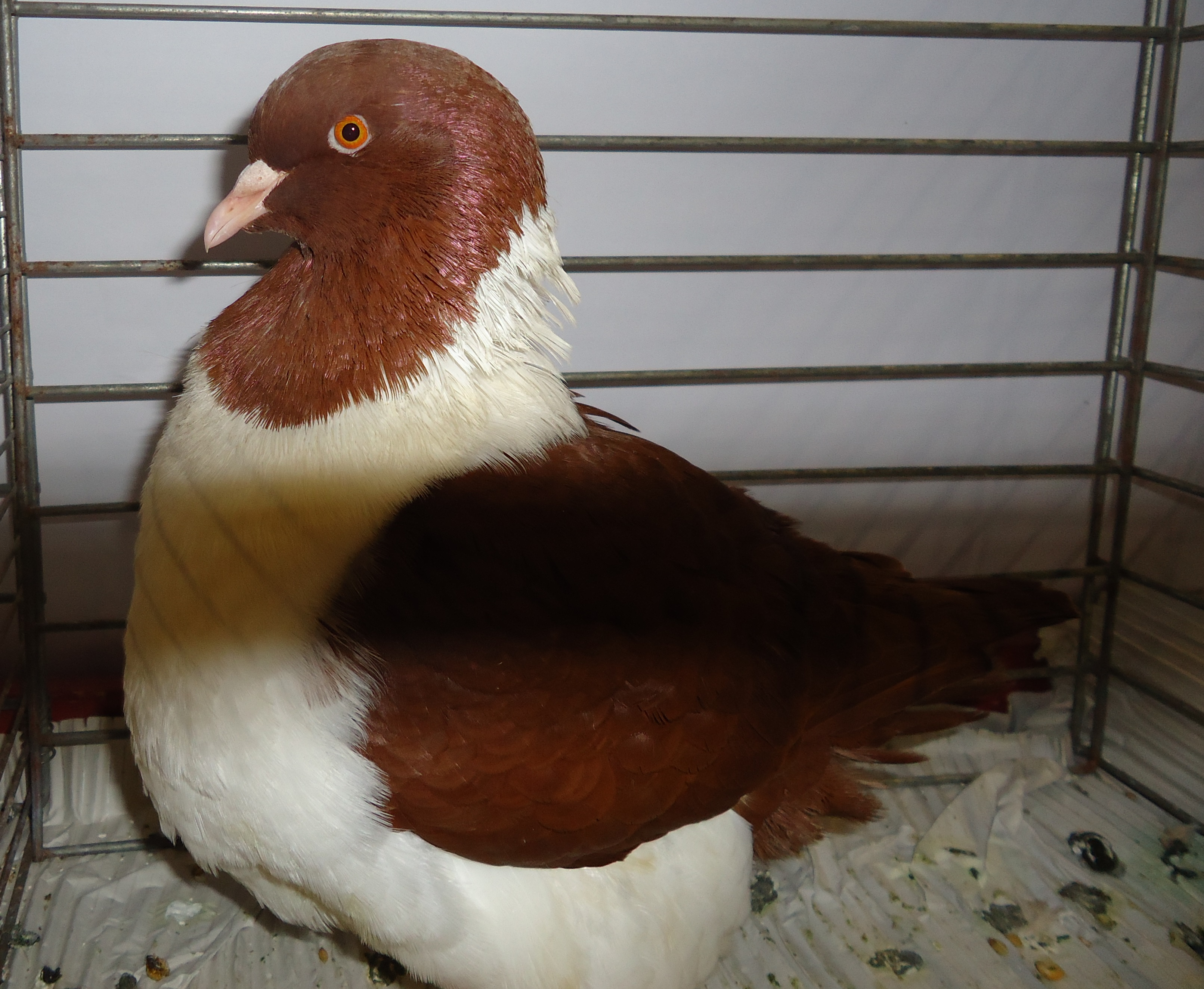
Strasser rouge
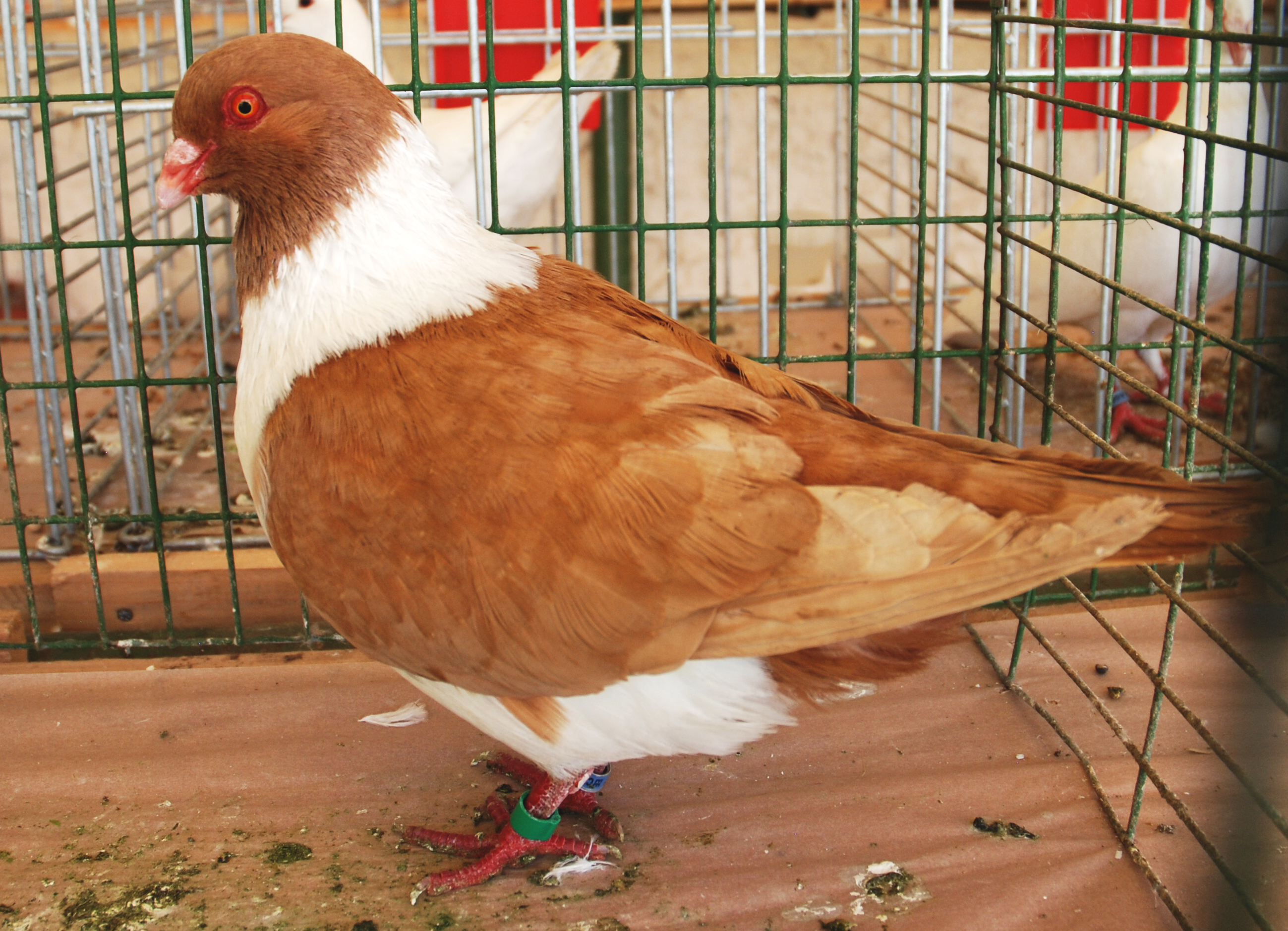
Strasser de Moravie jaune